# Alain van Katwijk
Alain van Katwijk (Bladel en Netersel, 28 februari 1979) is een Nederlands voormalig wielrenner. Na het seizoen 2007 stopte hij met wielrennen. Zijn favoriete ronde mag de Ronde van Midden-Brabant genoemd worden, gezien het aantal overwinningen van etappes en het eindklassement van de ronde. Van Katwijk's vader Jan was eveneens beroepsrenner, net zoals zijn ooms Piet en Fons. 

## Belangrijkste overwinningen
2001
- Eindklassement Ronde van Midden-Brabant
- 1e etappe OZ Wielerweekend

2002
- 1e etappe Ronde van Midden-Brabant

2003
- Omloop van de Kempen
- Ronde van Overijssel

2006
- Ronde van Midden-Brabant

## Resultaten in voornaamste wedstrijden
|      | \| Jaar \| Amstel Gold Race \| \| ---- \| ---------------- \| \| 2005 \| opgave \| |
| Jaar | Amstel Gold Race                                                                   |
| 2005 | opgave                                                                             |